# Compsobuthus khaybari
Espèce
Compsobuthus khaybari est une espèce de scorpions de la famille des Buthidae.

## Distribution
Cette espèce est endémique de la province de Médine en Arabie saoudite. Elle se rencontre vers Khaybar et Mughera'a.

## Description
Le mâle décrit par Aloufi, Abu Afifeh, Al-Saraireh et Amr en 2022 mesure 34,45 mm et la femelle 28,95 mm.

## Étymologie
Son nom d'espèce lui a été donné en référence au lieu de sa découverte, Khaybar.

## Publication originale
- Abu Afifeh, Aloufi, Al-Saraireh & Amr, 2021 : « A new species of Compsobuthus from Saudi Arabia (Arachnida: Scorpiones). » Zoology in the Middle East, vol. 67, no 4, p. 365-372.